# Chilothorax equitis
Chilothorax equitis är en skalbaggsart som beskrevs av Koshantschikov 1912. Chilothorax equitis ingår i släktet Chilothorax och familjen Aphodiidae. Inga underarter finns listade i Catalogue of Life.